# Moscow Mills
La ville de Moscow Mills est située dans le comté de Lincoln, dans l’État du Missouri, aux États-Unis. Elle comptait 2 509 habitants lors du recensement de 2010.